# Aa (Möhne)
Die Aa ist ein 7,4 km langer, südwestlicher und orographisch linker Zufluss der Möhne im Stadtgebiet von Brilon im nordrhein-westfälischen Hochsauerlandkreis. Der Lauf liegt bis auf die ersten Meter in Altbüren und einer Grünlandfläche am Dorf im Landschaftsschutzgebiet Grünlandverbund Aa.

## Geographie

### Verlauf
Die Quelle der Aa liegt in Altenbüren, einem westlichen Ortsteil von Brilon. Sie befindet sich auf etwa 459 m ü. NHN nahe der Straßenkreuzung von Briloner Tor (B 7) und Johannes-/Warenbergstraße.
Anfangs fließt die Aa, teils in der Altenbürener Kanalisation, in ostnordöstliche Richtung. Noch vor dem 473 m hohen Hexenstein, auf dem das Naturschutzgebiet Hexenstein liegt, wendet sie ihren Lauf nach Norden. An der dortigen Seeschultenmühle, einer von fünf ehemaligen Aamühlen im Aatal, mündet die von Süden zufließende Hilbringse ein. Anschließend passiert die Aa die Obermühle und die Kleinschmidtsmühle; von dort wendet sie sich nach Nordosten. Nach Passieren der Michelsmühle und der Brandrigen Mühle fließt hinter der Niederen Mühle linksseitig die von Nordwesten kommende Fülsenbecke zu. Im folgenden Bachabschnitt verschwand die Aa bis zur Versiegelung des Schwalchlochs im Briloner Massenkalk. Heute fließt sie oberirdisch in nordöstliche Richtung.
Dann mündet die Aa nahe der Briloner Ansiedelung Fünf Brücken in den dort von Südsüdosten kommenden Ruhr-Zufluss Möhne. Ihre Mündung liegt 2,9 km nordnordöstlich der in der Briloner Kernstadt stehenden Kirche St. Petrus und Andreas auf etwa 387 m Höhe. Die Aa überwindet 72 m Höhenunterschied, was einem mittleren Sohlgefälle von 9,7 ‰ entspricht.

### Einzugsgebiet und Zuflüsse
Das Einzugsgebiet der Aa ist 23,071 km² groß. Zu ihren Zuflüssen gehören mit orographischer Zuordnung (l = linksseitig, r = rechtsseitig), Gewässerlänge, Mündungsort und -höhe und – wenn bekannt – Einzugsgebietsgröße und Aabachkilometer (bachabwärts betrachtet):
- Hillbringse (r; 4,6 km, oberhalb der Seeschultenmühle, auf 430 m, bei km 5,2; 6,957 km²)
- namenlos (l; 1,5 km, unterhalb der Kleinschmidtsmühle, auf 421 m, bei km 4)
- Fülsenbecke (l; 1,6 km, unterhalb der Niederen Mühle, auf 411 m, nahe km 2,8; 92,2 ha)

## Sonstiges
In jüngerer Zeit wurde die Möhnequelle am Nordhang des Poppenberges festgelegt. Dieser Bachlauf hieß am Zusammenfluss mit der Aa jedoch bis in jüngerer Zeit Hunderbecke, so dass die Aa als einer der Quellflüsse der Möhne gelten kann. Die Darstellung als deren Zufluss folgt der heute vom Landesvermessungsamt Nordrhein-Westfalen publizierten Darstellung.